# 163 г. пр.н.е.
163 (сто шестдесет и трета) година преди новата ера (пр.н.е.) е година от доюлианския (Помпилийски) римски календар.

## Събития

### В Римската република
- Консули са Тиберий Семпроний Гракх (за II път) и Марк Ювенций Тална.
- Сенатът отхвърля молбата на селевкидския заложник Деметрий да се завърне в родината си и да управлява като римски клиент. Вместо това в Сирия е изпратена делегация от Гней Октавий, Спурий Лукреций и Луций Аврелий, които да помогнат на новото управление.[1]
- Прогоненият от Египет, Птолемей VI пристига в Рим, за да търси помощ за възстановяването си на трона. С помощта на Деметрий е издействано изпращане на комисия от сенатори, която впоследствие урежда (подпомогната от въстание в Александрия насочено срещу Птолемей VIII) Птолемей VI да си върне властта в страната, а Птолемей VIII да управлява Киренайка.[1]

### В Азия
- Антиох IV Епифан умира и е наследен на трона от малолетния си син Антиох V Евпатор, но реалната власт е поета от регента Лизий.[1][notes 1]
- Антиох V дава на евреите всички привилегии, с които са се ползвали преди.[2] Първосвещеникът Менелай е екзекутиран и заменен от Алким.[2]
- Лизий побеждава претендента за мястото му на регент Филип.[2]
- Ариарат V става цар на Кападокия.[notes 2]

## Родени
- Тиберий Гракх, римски политик и реформатор (умрял 133 г. пр.н.е.)
- Марк Емилий Скавър, римски политик, изтъкнат оптимат и оратор (умрял 89 г. пр.н.е.)

## Починали
- Антиох IV Епифан, цар на Селевкидите (роден ок. 215 г. пр.н.е.)
- Ариарат IV, цар на КападокияБележки:

Бележки:
1. ↑  Според „The Cambridge Ancient History: Rome and the Mediterranean to 133 b.c.“ годината на тези събития е предишната 164 г. пр.н.е.
2. ↑  Според „The Cambridge Ancient History: Rome and the Mediterranean to 133 b.c.“ смъртта на Ариарат IV и възкачването на Ариарат V става през 164 г. пр.н.е.